# Etiopisk kål
Etiopisk kål (Brassica carinata) är en korsblommig växtart som beskrevs av Alexander Karl Heinrich Braun. Enligt Catalogue of Life ingår Etiopisk kål i släktet kålsläktet och familjen korsblommiga växter, men enligt Dyntaxa är tillhörigheten istället släktet kålsläktet och familjen korsblommiga växter. Arten förekommer tillfälligt i Sverige, men reproducerar sig inte. Inga underarter finns listade i Catalogue of Life.